# San Marino la Concursul Muzical Eurovision Junior
San Marino a debutat la Concursul Muzical Eurovision Junior în 2013, concurs care a avut loc la Kiev în Ucraina.

## Rezultate

#### Legendă:
Câștigător
     Locul al doilea
     Locul al treilea
     Ultimul loc
| An   | Gazda | Artist            | Titlu                     | Poziție | Puncte |
| ---- | ----- | ----------------- | ------------------------- | ------- | ------ |
| 2013 | Kiev  | Michele Perniola  | "O-o-O Sole intorno a me" | 10      | 42     |
| 2014 | Malta | The Peppermints   | "Breaking My Heart"       | 15      | 21     |
| 2015 | Sofia | Kamilla Ismailova | "Mirror"                  | 14      | 36     |

## Istoria voturilor (2013)
| Pozitie | Țară    | Puncte |
| ------- | ------- | ------ |
| 1       | Ucraina | 12     |
| 2       | Georgia | 10     |
| 3       | Rusia   | 8      |
| 4       | Malta   | 7      |
| 5       | Belarus | 6      |

| Pozitie | Țară              | Puncte |
| ------- | ----------------- | ------ |
| 1       | Armenia           | 4      |
| =       | Rusia             | 4      |
| 3       | Belarus           | 3      |
| =       | Georgia           | 3      |
| 5       | Azerbaidjan       | 2      |
| =       | Malta             | 2      |
| =       | Republica Moldova | 2      |
| =       | Suedia            | 2      |
| =       | Țările de Jos     | 2      |